# La hora de los niños
La hora de los niños es una película mexicana producida en 1969 y dirigida por Arturo Ripstein con la compañía productora Cine Independiente de México. Estrenada el 12 de junio de 1976 en el Salón Rojo de la Cineteca Nacional. Fue grabada en las locaciones del Distrito Federal en un formato de 16mm.

## Sinopsis
Para salir a pasear en la noche unos esposos dejan a su hijo al cuidado de un payaso. Entre el niño y el payaso se crea un clima de angustia. Dejando al final al niño solo y perdiéndose el payaso entre la lluvia antes de que lleguen los padres.

## Recepción
Según Emilio García Riera, editor de la Historia Documental del Cine Mexicano, esta obra fue sin duda de las obras más interesantes del cine independiente de México.

## Reparto
- Carlos Savage - el payaso
- Bebi Pecanins - Tom
- Carlos Nieto - Moncada, el padre
- Martha Zamora - la madre